# جوناثان أندرسون
جوناثان أندرسون (بالسويدية: Jonathan Andersson)‏ هو لاعب هوكي الجليد سويدي، ولد في 7 سبتمبر 1993 في فالديمارشفيك في السويد.

## وصلات خارجية
- جوناثان أندرسون على موقع EliteProspects.com (الإنجليزية)
- جوناثان أندرسون على موقع Eurohockey.com (الإنجليزية)
- جوناثان أندرسون على موقع HockeyDB.com (الإنجليزية)